# Clear Lake Shores
Clear Lake Shores város az USA Texas államában, Galveston megyében. Lakosainak száma 1258 fő (2020. április 1.).

## Népesség
A település népességének változása:
| Lakosok száma | 721  | 1063 | 1258 |
|               | 1970 | 2010 | 2020 |